# Henryk Drzymalski
Henryk Drzymalski (ur. 1947 w Bydgoszczy, zm. 1999 tamże) – polski tenisista.

## Życiorys
Urodził się w 1947 roku w Bydgoszczy. Był wychowankiem Startu Grudziądz, a w czasie służby wojskowej tenisistą Zawiszy Bydgoszcz (1967-1969). W 1969 roku przeszedł do Polonii Bydgoszcz, w której grał do 1983. Był najlepszym tenisistą bydgoskim lat 70. i 80. XX w. Zdobył 16 tytułów mistrza Polski na kortach otwartych (6-krotnie w singlu, 8 razy w deblu m.in. z Wojciechem Fibakiem i 2-krotnie w mikście) i 4-krotnie w hali. Dwukrotnie zdobył tytuł międzynarodowego mistrza kraju (1980, 1981). Był wielokrotnym reprezentantem Polski, m.in. w Pucharze Davisa, w którym rozegrał 22 mecze, odnosząc 5 zwycięstw. W 1980 w Sopocie zdobył brązowy medal Mistrzostw Europy amatorów w grze podwójnej (z Tadeuszem Nowickim), a w grze pojedynczej dotarł do ćwierćfinału. W maju 1980 zwyciężył w turnieju o Grand Prix Polski w Sanoku.
W 1984 wyjechał do Turcji, gdzie był grającym trenerem. Słynął z ambicji na korcie, nie odpuszczał żadnej piłki. Na kortach grał m.in. z Björnem Borgiem, Adriano Panattą, Wojciechem Fibakiem. Zmarł w 1999 w Bydgoszczy.